# Rue Esquirol
La rue Esquirol est une voie située dans le quartier de la Salpêtrière du 13e arrondissement de Paris.

## Situation et accès
La rue Esquirol est accessible par les lignes 5 à la station Campo-Formio et 6 à la station Nationale.

## Origine du nom
Le nom de cette rue est un hommage à Jean-Étienne Esquirol (1772-1840), médecin de l'hôpital de la Salpêtrière voisin.
Une « rue Esquirol » existe en tant que voie intérieure à l'hôpital de la Salpêtrière, à seulement 200 mètres de la voie publique.

## Historique
Ancienne « grande rue d'Austerlitz », cette rue est tracée sous forme de chemin, dès le XVIIIe siècle, dans ce qui s'appelait alors le village d'Austerlitz dont elle constituait l'axe principal,. 
En 1818, le mur des Fermiers généraux est repoussé au droit du boulevard Vincent-Auriol actuel, la ville de Paris annexant alors cette partie du village détachée de la commune d'Ivry par ordonnance royale du 6 janvier 1819. Elle prend son nom actuel en 1864.

## Bâtiments remarquables et lieux de mémoire
- Le jardin Federica-Montseny.